# Gerde
Pour les articles homonymes, voir Gerde (homonymie).
Gerde est une commune française située dans le centre du département des Hautes-Pyrénées, en région Occitanie. Sur le plan historique et culturel, la commune est dans la province du Haut-Adour, autrefois incluse dans l’ancien comté de Bigorre.
Il s’agit d’une zone montagneuse constituée des prolongements occidentaux des massifs de Néouvielle et de l’Arbizon. Exposée à un climat de montagne, elle est drainée par l'Adour, le Arrouy, ou Luz,, le ruisseau de Lies et par divers autres petits cours d'eau. La commune possède un patrimoine naturel remarquable :  un espace protégé (l'« Adour et affluents ») et quatre zones naturelles d'intérêt écologique, faunistique et floristique.
Gerde est une commune rurale qui compte 1 194 habitants en 2022. Elle est dans l'agglomération de Bagnères-de-Bigorre et fait partie de l'aire d'attraction de Bagnères-de-Bigorre. Ses habitants sont appelés les Gerdois ou  Gerdoises.

## Géographie

### Localisation
La commune de Gerde se trouve dans le département des Hautes-Pyrénées, en région Occitanie. Le centre géographique du département des Hautes-Pyrénées est situé sur la commune, d'après les calculs publiés en 2020 par l'IGN,.
Elle se situe à 21 km à vol d'oiseau de Tarbes, préfecture du département, et à 2 km de Bagnères-de-Bigorre, sous-préfecture.
Les communes les plus proches sont : 
Asté (1,6 km), Bagnères-de-Bigorre (1,8 km), Beaudéan (3,0 km), Uzer (3,4 km), Lies (3,6 km), Hauban (4,3 km), Campan (4,3 km), Pouzac (4,3 km).
Sur le plan historique et culturel, Gerde fait partie de la province historique du Haut-Adour, autrefois incluse dans l’ancien comté de Bigorre. Il s’agit d’une zone montagneuse constituée des prolongements occidentaux des massifs de Néouvielle et de l’Arbizon,.

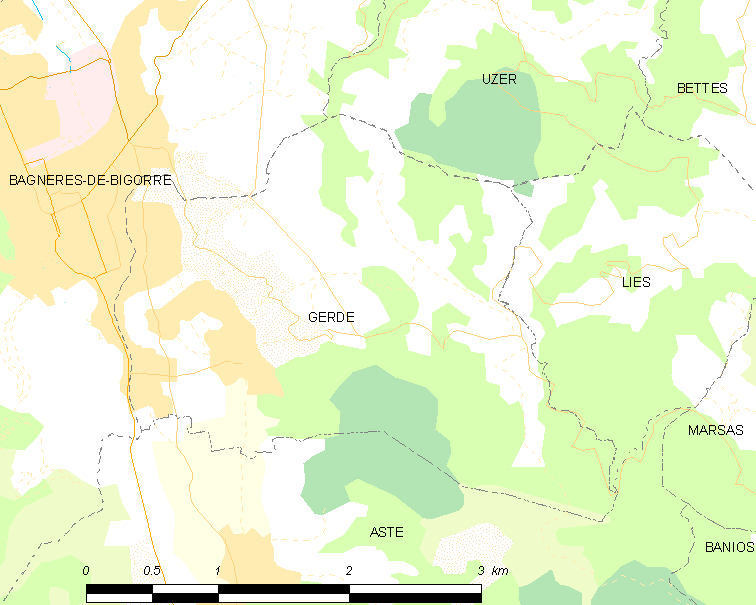
Carte de la commune de Gerde et des proches communes.

|                     | Uzer  |      |
| Bagnères-de-Bigorre | Gerde | Lies |
|                     | Asté  |      |

### Paysages et relief

Sélection de vues du village.
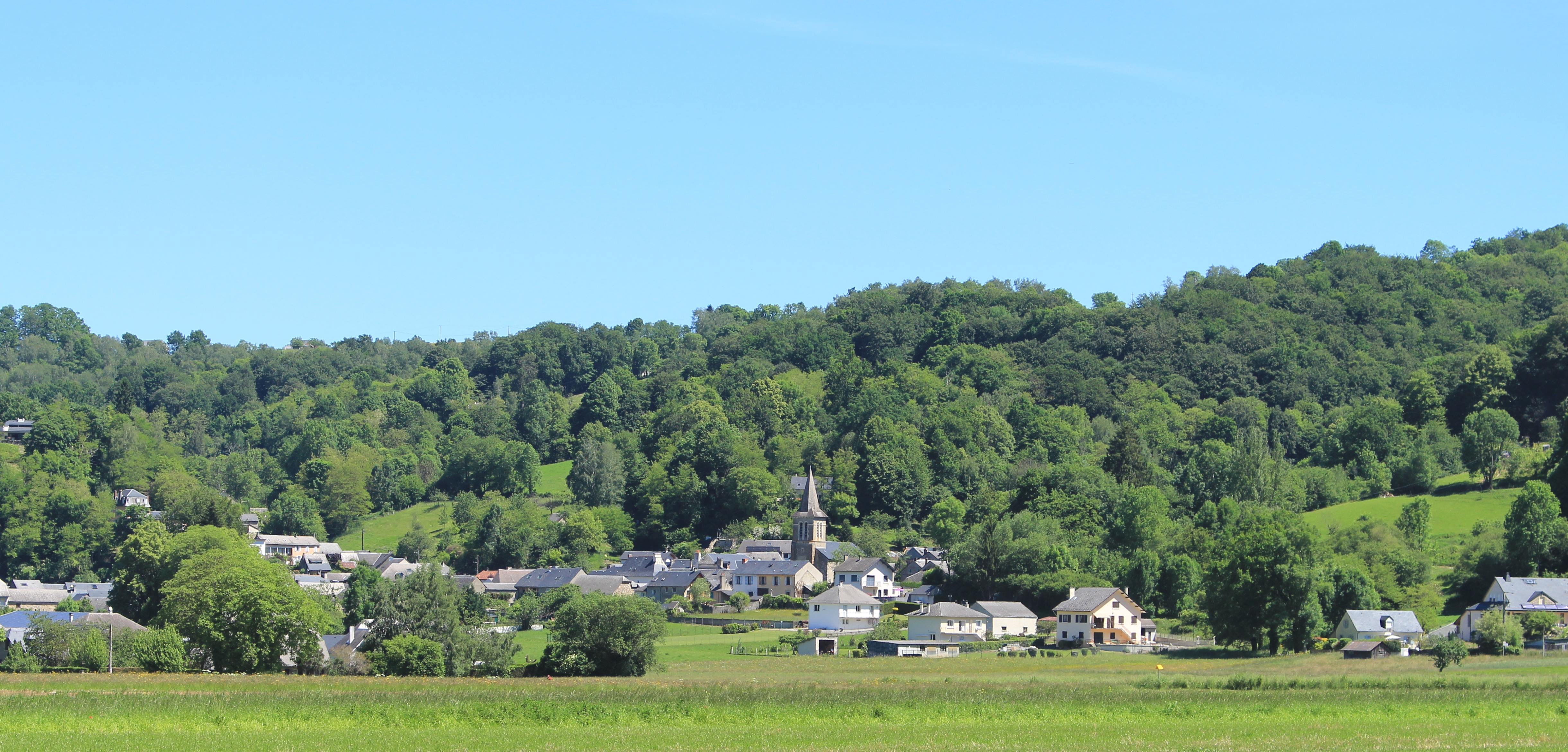
Vue de Gerde.
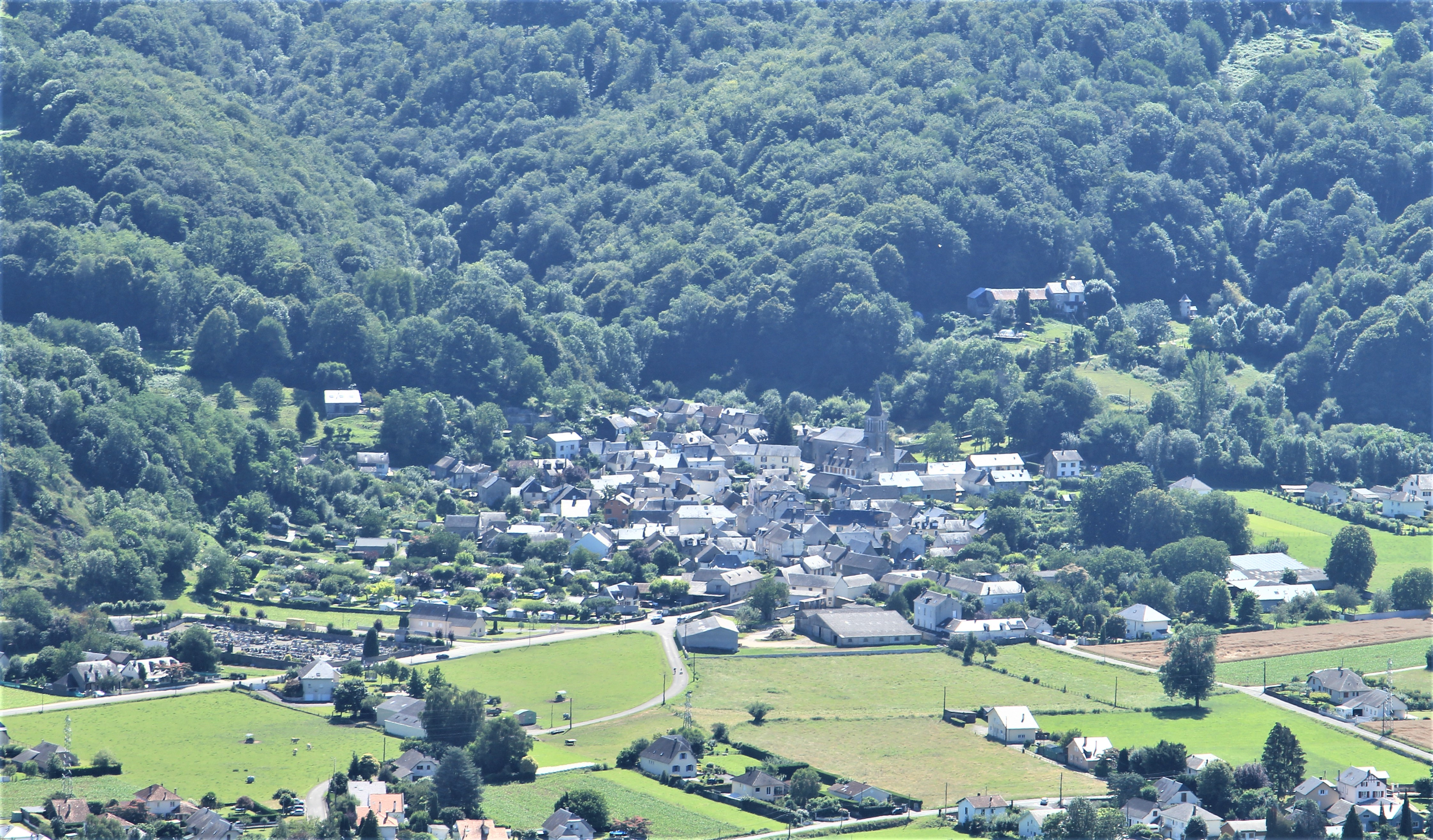
Vue de Gerde.

### Hydrographie

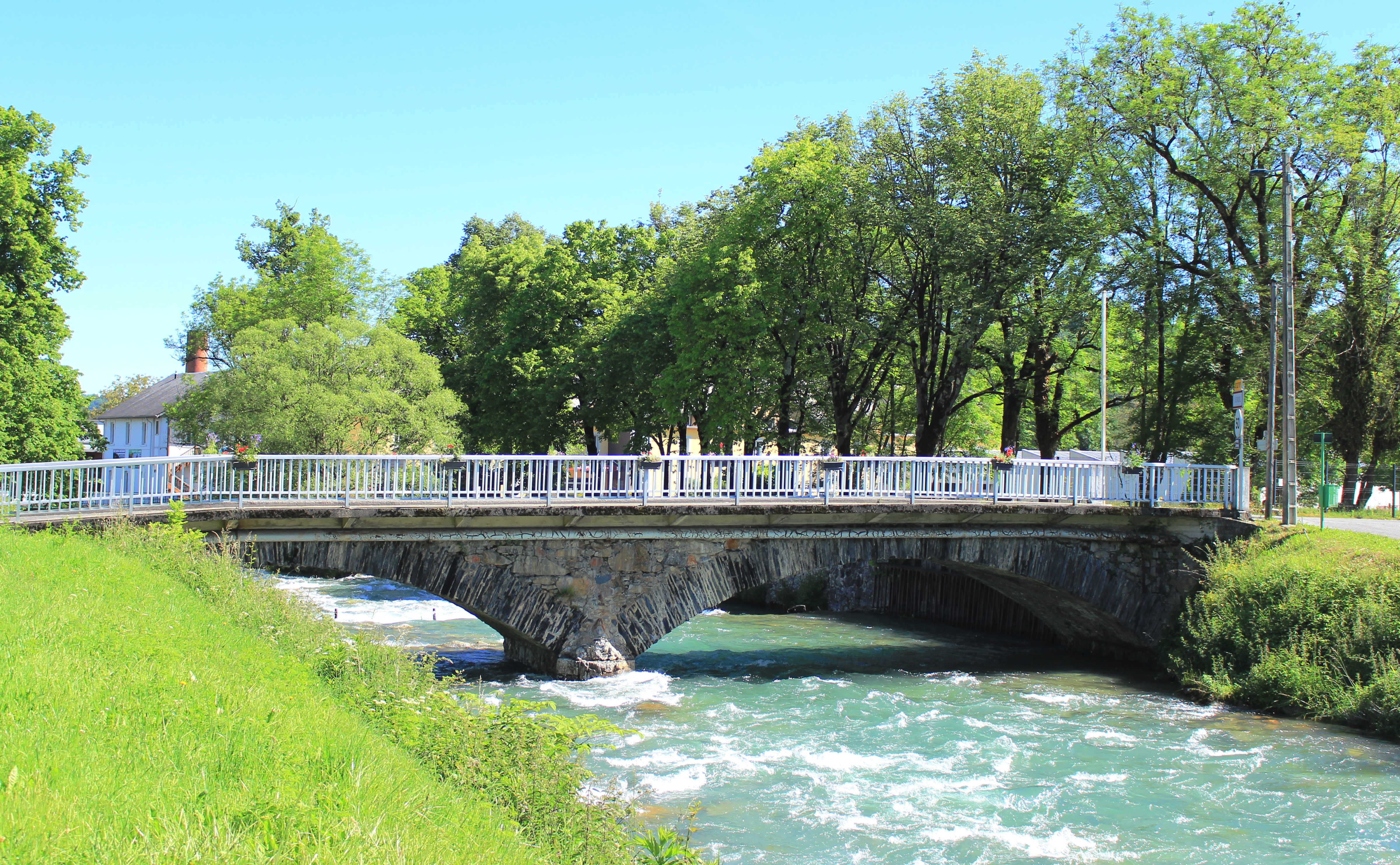
Le pont au-dessus de l'Adour.

L'Adour et l'Adourette forment une partie de la limite ouest avec la commune de Bagnères-de-Bigorre.
  
Le riou Arrouy (Luz), affluent gauche de l'Arros, prend naissance sur la commune non loin du col des Palomières et traverse la commune en son centre.
Elle est drainée par l'Adour, l'Arrouy, ou Luz,, le ruisseau de Lies, L'Adourette, Riou Arrouy et par deux petits cours d'eau, constituant un réseau hydrographique de 7 km de longueur totale,.
L'Adour, d'une longueur totale de 308,8 km, se forme dans la vallée de Campan en Haute-Bigorre de la réunion de trois torrents : l'Adour de Payolle, l'Adour de Gripp et l'Adour de Lesponne et s'écoule vers le nord. Il traverse la commune et se jette dans le golfe de Gascogne à Anglet, après avoir traversé 118 communes.
L'Arrouy, ou Luz,, d'une longueur totale de 10,3 km, prend sa source dans la commune et s'écoule vers le nord puis se réoriente vers le nord-est. Il traverse la commune et se jette dans l'Arros à Bonnemazon, après avoir traversé 7 communes.

### Climat
Le climat qui caractérise la commune est qualifié, en 2010, de « climat des marges montargnardes », selon la typologie des climats de la France qui compte alors huit grands types de climats en métropole. En 2020, la commune ressort du type « climat de montagne » dans la classification établie par Météo-France, qui ne compte désormais, en première approche, que cinq grands types de climats en métropole. Pour ce type de climat, la température décroît rapidement en fonction de l'altitude. On observe une nébulosité minimale en hiver et maximale en été. Les vents et les précipitations varient notablement selon le lieu.
Les paramètres climatiques qui ont permis d’établir la typologie de 2010 comportent six variables pour les températures et huit pour les précipitations, dont les valeurs correspondent à la normale 1971-2000. Les sept principales variables caractérisant la commune sont présentées dans l'encadré ci-après.
| Paramètres climatiques communaux sur la période 1971-2000 - Moyenne annuelle de température : 11,1 °C - Nombre de jours avec une température inférieure à −5 °C : 4,2 j - Nombre de jours avec une température supérieure à 30 °C : 4,1 j - Amplitude thermique annuelle : 14,3 °C - Cumuls annuels de précipitation : 1 151 mm - Nombre de jours de précipitation en janvier : 10,4 j - Nombre de jours de précipitation en juillet : 8,6 j |

Avec le changement climatique, ces variables ont évolué. Une étude réalisée en 2014 par la Direction générale de l'Énergie et du Climat complétée par des études régionales prévoit en effet que la  température moyenne devrait croître et la pluviométrie moyenne baisser, avec toutefois de fortes variations régionales. Ces changements peuvent être constatés sur la station météorologique de Météo-France la plus proche, « Artigues », sur la commune de Campan, mise en service en 1959 et qui se trouve à 4 km à vol d'oiseau,, où la température moyenne annuelle est de 7,7 °C et la hauteur de précipitations de 1 220,8 mm pour la période 1981-2010.
Sur la station météorologique historique la plus proche, « Tarbes-Lourdes-Pyrénées », sur la commune d'Ossun, mise en service en 1946 et à 21 km, la température moyenne annuelle évolue de 12,2 °C pour la période 1971-2000, à 12,6 °C pour 1981-2010, puis à 12,9 °C pour 1991-2020.

### Milieux naturels et biodiversité

#### Espaces protégés
La protection réglementaire est le mode d’intervention le plus fort pour préserver des espaces naturels remarquables et leur biodiversité associée,.
Dans ce cadre, la commune fait partie.
Un  espace protégé est présent sur la commune : 
l'« Adour et affluents », objet d'un arrêté de protection de biotope, d'une superficie de 215,8 ha.

#### Zones naturelles d'intérêt écologique, faunistique et floristique
L’inventaire des zones naturelles d'intérêt écologique, faunistique et floristique (ZNIEFF) a pour objectif de réaliser une couverture des zones les plus intéressantes sur le plan écologique, essentiellement dans la perspective d’améliorer la connaissance du patrimoine naturel national et de fournir aux différents décideurs un outil d’aide à la prise en compte de l’environnement dans l’aménagement du territoire.
Deux ZNIEFF de type 1 sont recensées sur la commune :
« l'Adour, de Bagnères à Barcelonne-du-Gers » (2 786 ha), couvrant 59 communes dont 18 dans le Gers, une dans les Landes et 40 dans les Hautes-Pyrénées et 
le « réseau hydrographique des Baronnies » (390 ha), couvrant 35 communes du département
et deux ZNIEFF de type 2, : 
- l'« Adour et milieux annexes » (3 634 ha), couvrant 60 communes dont 18 dans le Gers, une dans les Landes et 41 dans les Hautes-Pyrénées[30] ;
- les « Baronnies » (20 367 ha), couvrant 43 communes du département[31].

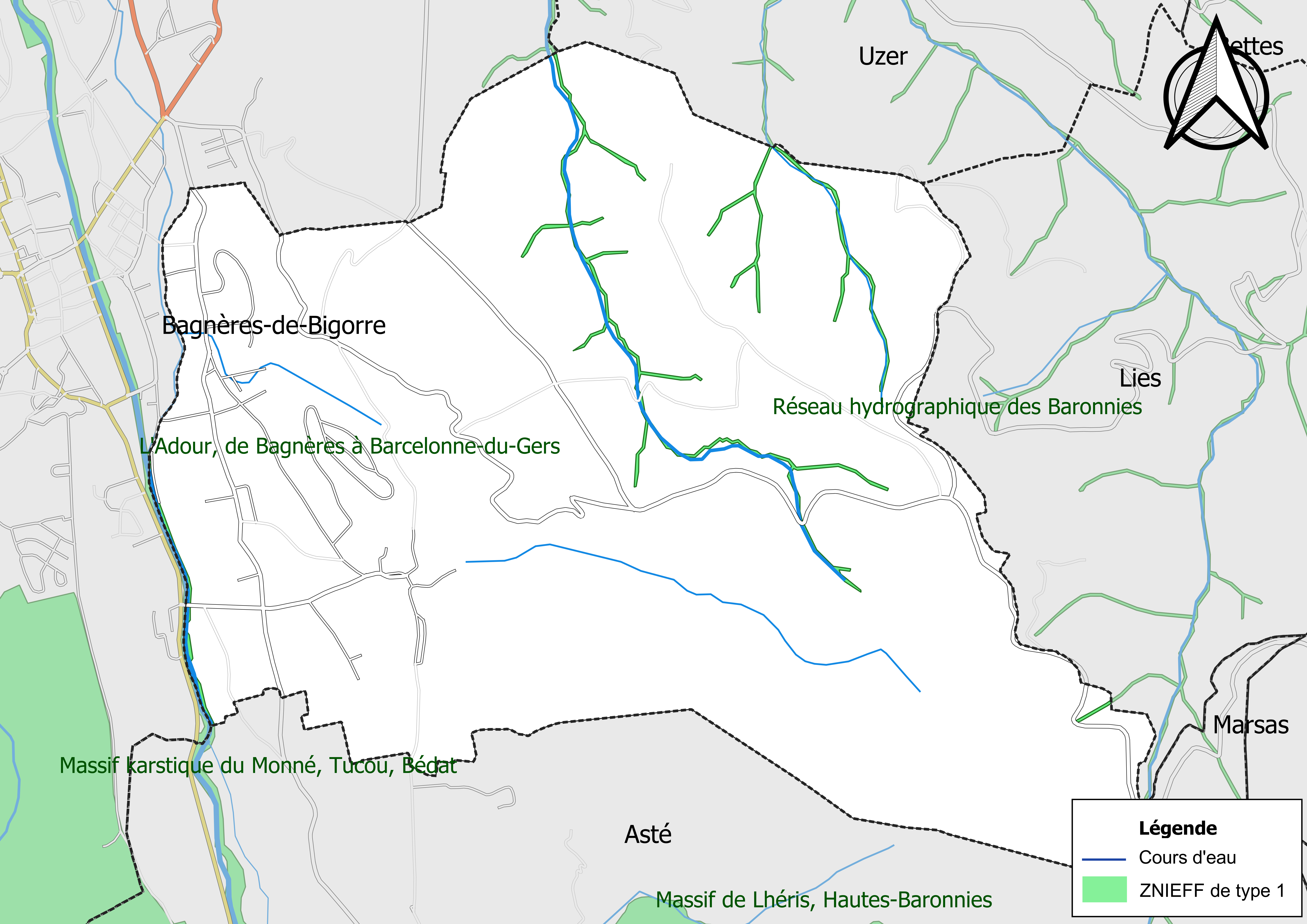
Carte des ZNIEFF de type 1 sur la commune.
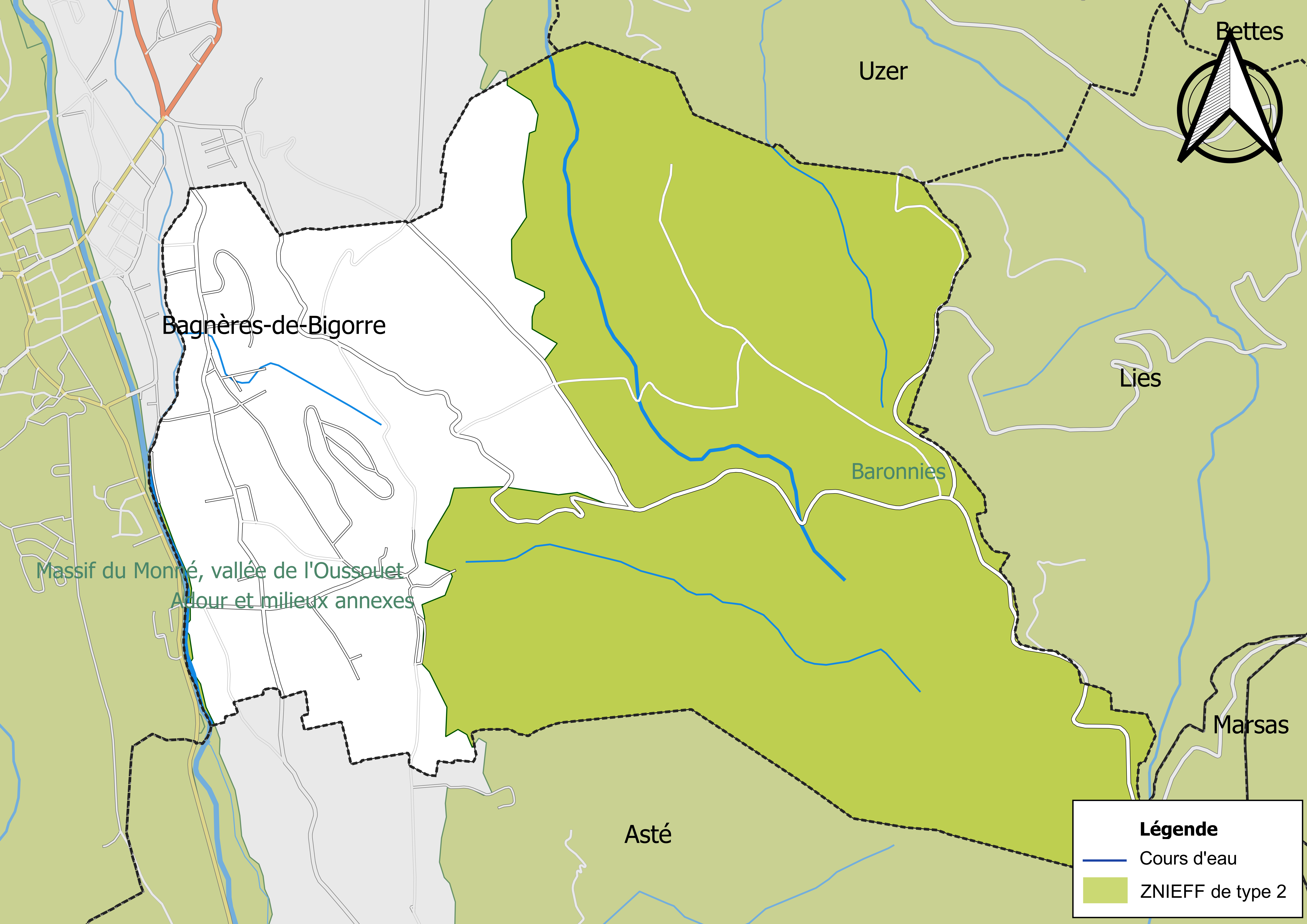
Carte des ZNIEFF de type 2 sur la commune.

## Urbanisme

### Typologie
Au 1er janvier 2024, Gerde est catégorisée commune rurale à habitat dispersé, selon la nouvelle grille communale de densité à sept niveaux définie par l'Insee en 2022.
Elle appartient à l'unité urbaine de Bagnères-de-Bigorre, une agglomération intra-départementale regroupant dix  communes, dont elle est une commune de la banlieue,,. Par ailleurs la commune fait partie de l'aire d'attraction de Bagnères-de-Bigorre, dont elle est une commune de la couronne,. Cette aire, qui regroupe 21 communes, est catégorisée dans les aires de moins de 50 000 habitants,.

### Occupation des sols
L'occupation des sols de la commune, telle qu'elle ressort de la base de données européenne d’occupation biophysique des sols Corine Land Cover (CLC), est marquée par l'importance des territoires agricoles (51 % en 2018), une proportion sensiblement équivalente à celle de 1990 (51,8 %). La répartition détaillée en 2018 est la suivante : 
forêts (38 %), zones agricoles hétérogènes (25,4 %), prairies (23,1 %), zones urbanisées (10,9 %), terres arables (2,5 %), milieux à végétation arbustive et/ou herbacée (0,1 %).
L'IGN met par ailleurs à disposition un outil en ligne permettant de comparer l’évolution dans le temps de l’occupation des sols de la commune (ou de territoires à des échelles différentes). Plusieurs époques sont accessibles sous forme de cartes ou photos aériennes : la carte de Cassini (XVIIIe siècle), la carte d'état-major (1820-1866) et la période actuelle (1950 à aujourd'hui).

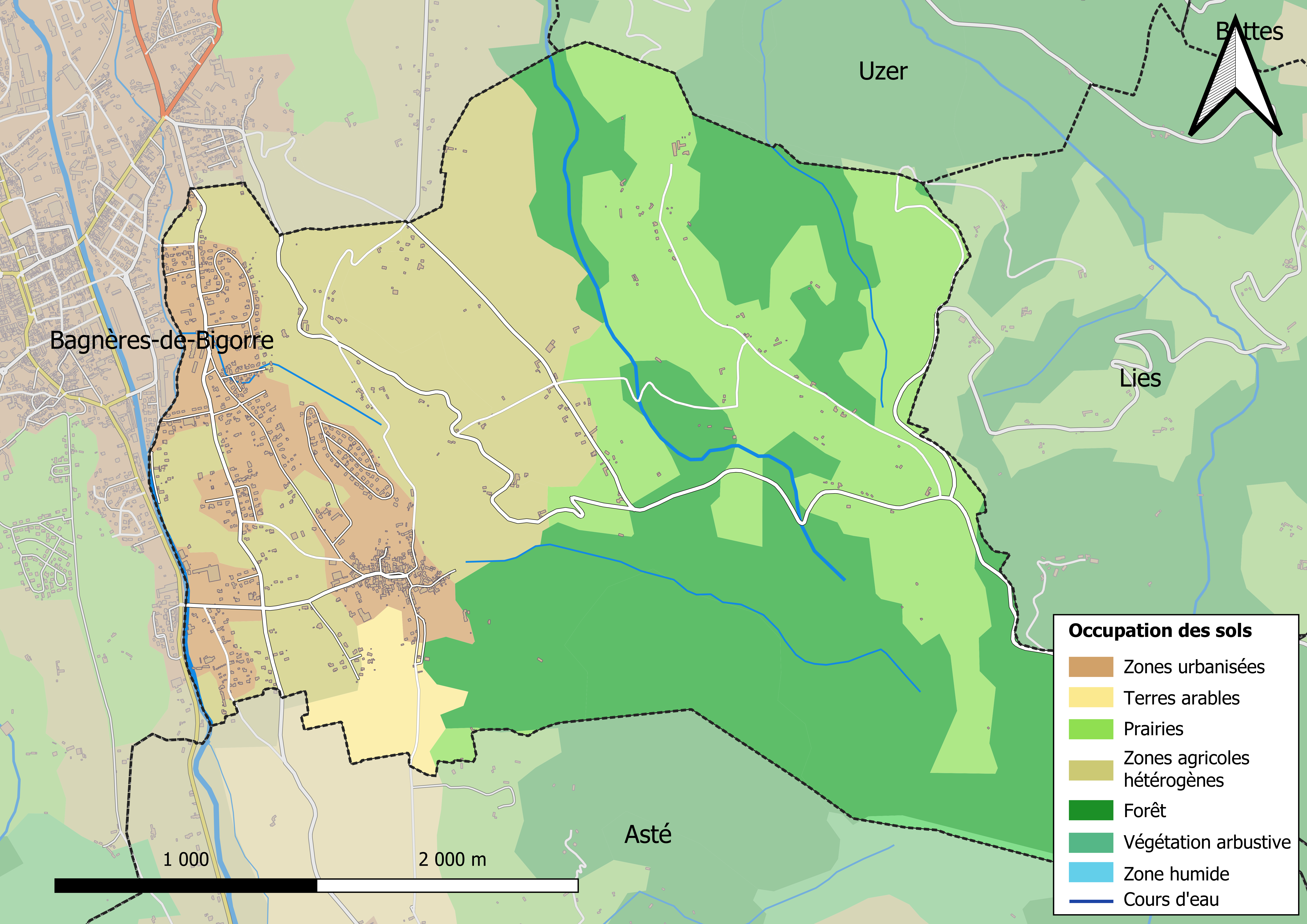
Carte des infrastructures et de l'occupation des sols en 2018 (CLC) de la commune.
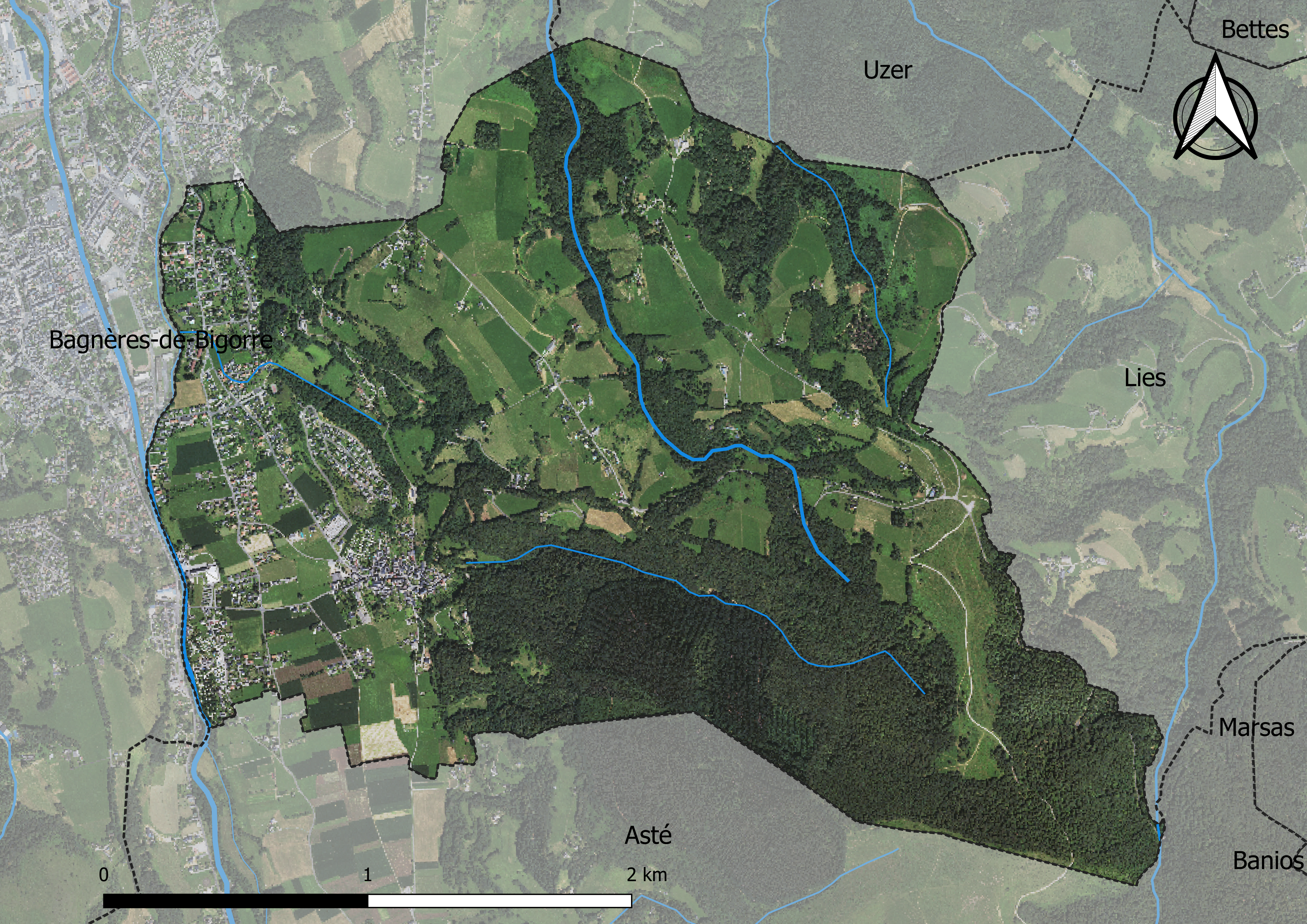
Carte orthophotogrammétrique de la commune.

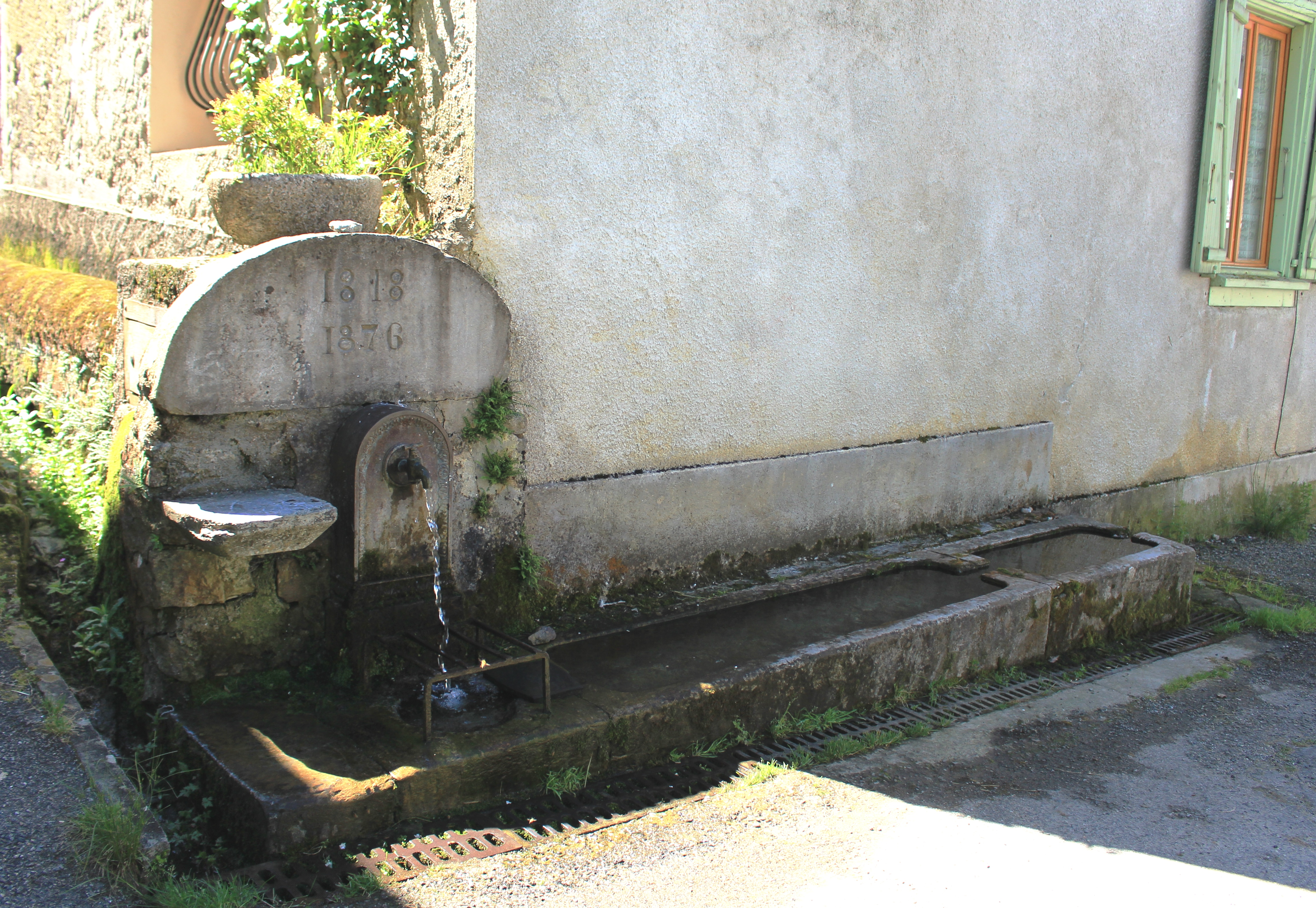
La fontaine.

### Logement
En 2012, le nombre total de logements dans la commune est de 693.

Parmi ces logements, 78,0 % sont des résidences principales, 15,7 % des résidences secondaires et 6,3 % des logements vacants.

### Voies de communication et transports
Cette commune est desservie par les routes départementales D 8, D 208 et D 784.

### Risques majeurs
Le territoire de la commune de Gerde est vulnérable à différents aléas naturels : météorologiques (tempête, orage, neige, grand froid, canicule ou sécheresse), inondations, feux de forêts, mouvements de terrains, avalanche  et séisme (sismicité moyenne). Il est également exposé à un risque technologique,  le transport de matières dangereuses. Un site publié par le BRGM permet d'évaluer simplement et rapidement les risques d'un bien localisé soit par son adresse soit par le numéro de sa parcelle.

#### Risques naturels
Certaines parties du territoire communal sont susceptibles d’être affectées par le risque d’inondation par débordement de cours d'eau, notamment l'Adour et l'Arrouy. La cartographie des zones inondables en ex-Midi-Pyrénées réalisée dans le cadre du XIe Contrat de plan État-région, visant à informer les citoyens et les décideurs sur le risque d’inondation, est accessible sur le site de la DREAL Occitanie. La commune a été reconnue en état de catastrophe naturelle au titre des dommages causés par les inondations et coulées de boue survenues en 1982, 1999 et 2009,.
Gerde est exposée au risque de feu de forêt. Un plan départemental de protection des forêts contre les incendies a été approuvé par arrêté préfectoral le 21 avril 2020 pour la période 2020-2029. Le précédent couvrait la période 2007-2017. L’emploi du feu est régi par deux types de réglementations. D’abord le code forestier et l’arrêté préfectoral du 27 octobre 2014, qui réglementent l’emploi du feu à moins de 200 m des espaces naturels combustibles sur l’ensemble du département. Ensuite celle établie dans le cadre de la lutte contre la pollution de l’air, qui interdit le brûlage des déchets verts des particuliers. L’écobuage est quant à lui réglementé dans le cadre de commissions locales d’écobuage (CLE).

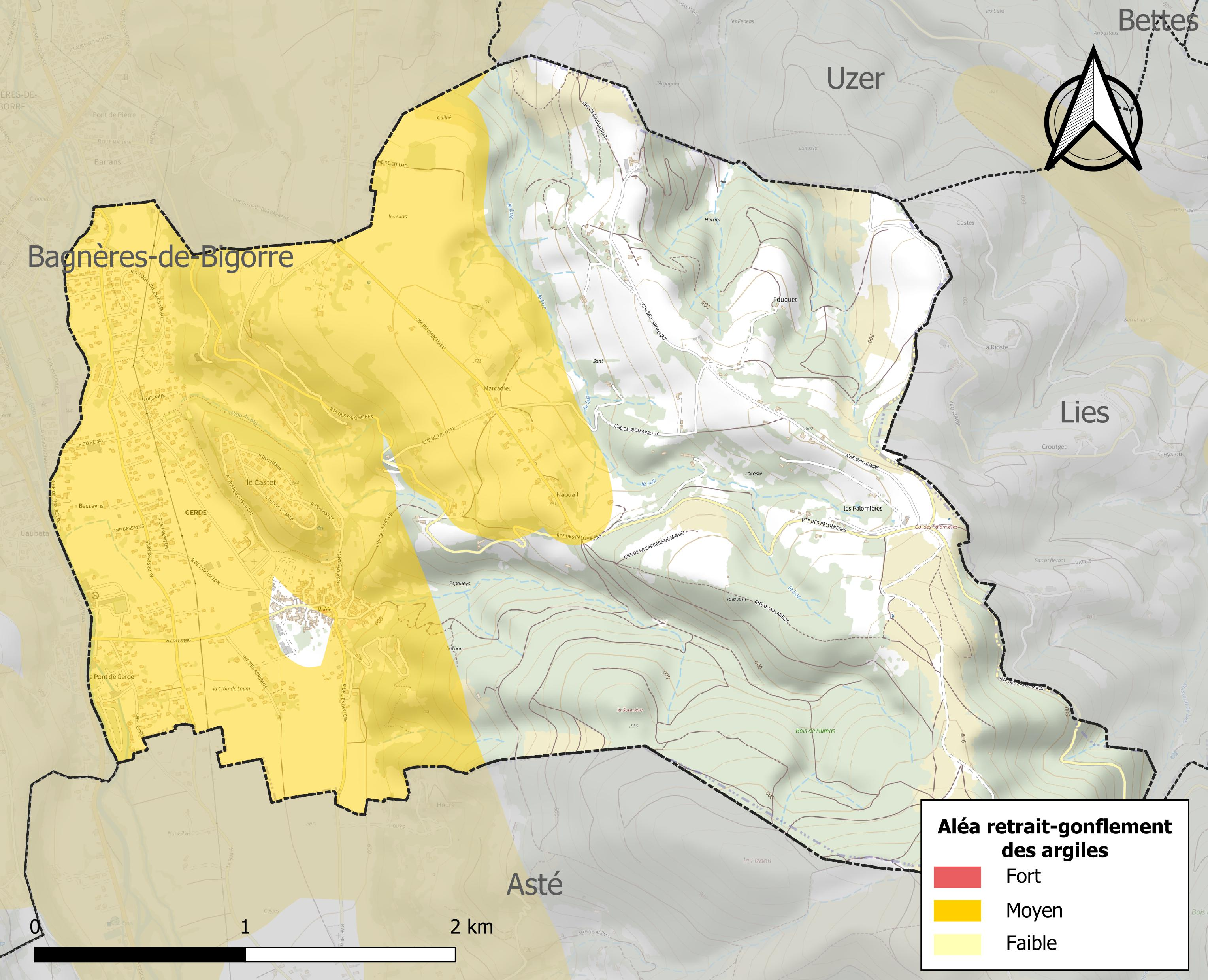
Carte des zones d'aléa retrait-gonflement des sols argileux de Gerde.

Les mouvements de terrains susceptibles de se produire sur la commune sont des mouvements de sols liés à la présence d'argile et des tassements différentiels.
Le retrait-gonflement des sols argileux est susceptible d'engendrer des dommages importants aux bâtiments en cas d’alternance de périodes de sécheresse et de pluie. 42,9 % de la superficie communale est en aléa moyen ou fort (44,5 % au niveau départemental et 48,5 % au niveau national). Sur les 569 bâtiments dénombrés sur la commune en 2019, 503 sont en aléa moyen ou fort, soit 88 %, à comparer aux 75 % au niveau départemental et 54 % au niveau national. Une cartographie de l'exposition du territoire national au retrait gonflement des sols argileux est disponible sur le site du BRGM,.
Par ailleurs, afin de mieux appréhender le risque d’affaissement de terrain, l'inventaire national des cavités souterraines permet de localiser celles situées sur la commune.
Concernant les mouvements de terrains, la commune a été reconnue en état de catastrophe naturelle au titre des dommages causés par des mouvements de terrain en 1999.
La commune est exposée aux risques d'avalanche. Les habitants exposés à ce risque doivent se renseigner, en mairie, de l’existence d’un plan de prévention des risques avalanches (PPRA). Le cas échéant, identifier les mesures applicables à l'habitation, identifier, au sein de l'habitation, la pièce avec la façade la moins exposée à l’aléa pouvant faire office, au besoin, de zone de confinement et équiper cette pièce avec un kit de situation d’urgence,.

#### Risque technologique
Le risque de transport de matières dangereuses sur la commune est lié à sa traversée par une canalisation de transport d'hydrocarbures. Un accident se produisant sur une telle infrastructure est susceptible d’avoir des effets graves sur les biens, les personnes ou l'environnement, selon la nature du matériau transporté. Des dispositions d’urbanisme peuvent être préconisées en conséquence.

## Toponymie

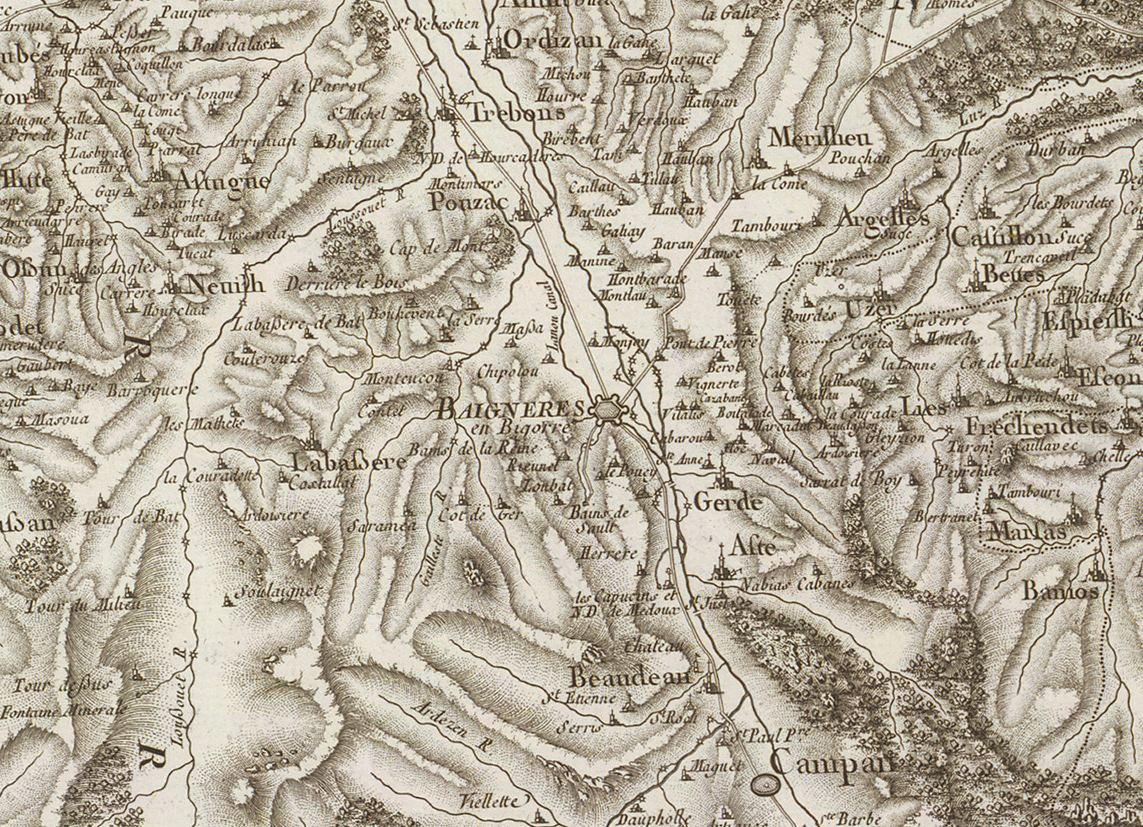
Extrait de la carte de Cassini (entre 1756 et 1789) situant Gerde à l'est de Bagnères-de-Bigorre

On trouvera les principales informations dans le Dictionnaire toponymique des communes des Hautes Pyrénées de Michel Grosclaude et Jean-François Le Nail qui rapporte les dénominations historiques du village :
Dénominations historiques :
- Ierda, (1285, montre Bigorre) ;
- De Gerda, (1313, Debita regi Navarre ; 1342, pouillé de Tarbes) ;
- De Gerda, (1379, procuration Tarbes) ;
- Gerda, Gerde, (1429, censier de Bigorre) ;
- Gerda, (1541, ADPA, B 1010) ;
- Gerde, (fin XVIIIe siècle, carte de Cassini).

Nom occitan : Gerda.

## Histoire

### Préhistoire
La grotte de la Carrière est un gisement préhistorique. A. Clot (1970) la donne pour du Pléistocène inférieur ou moyen ; Fosse (1997) pour le début du Pléistocène supérieur (interglaciaire Riss-Würm ou Éémien, 130 000 à 115 000 ans), avec des vestiges d'animaux dont la grande diversité est caractéristique des repaires d'hyènes anciens ; les vestiges d'hyènes (16,7 % de la faune du site) y sont cependant moins abondants que dans la plupart des repaires d'hyènes (moyenne de 33 % pour 22 autres repaires),.

### Cadastre napoléonien de Gerde
Le plan cadastral napoléonien de Gerde est consultable sur le site des archives départementales des Hautes-Pyrénées.

## Politique et administration

### Liste des maires

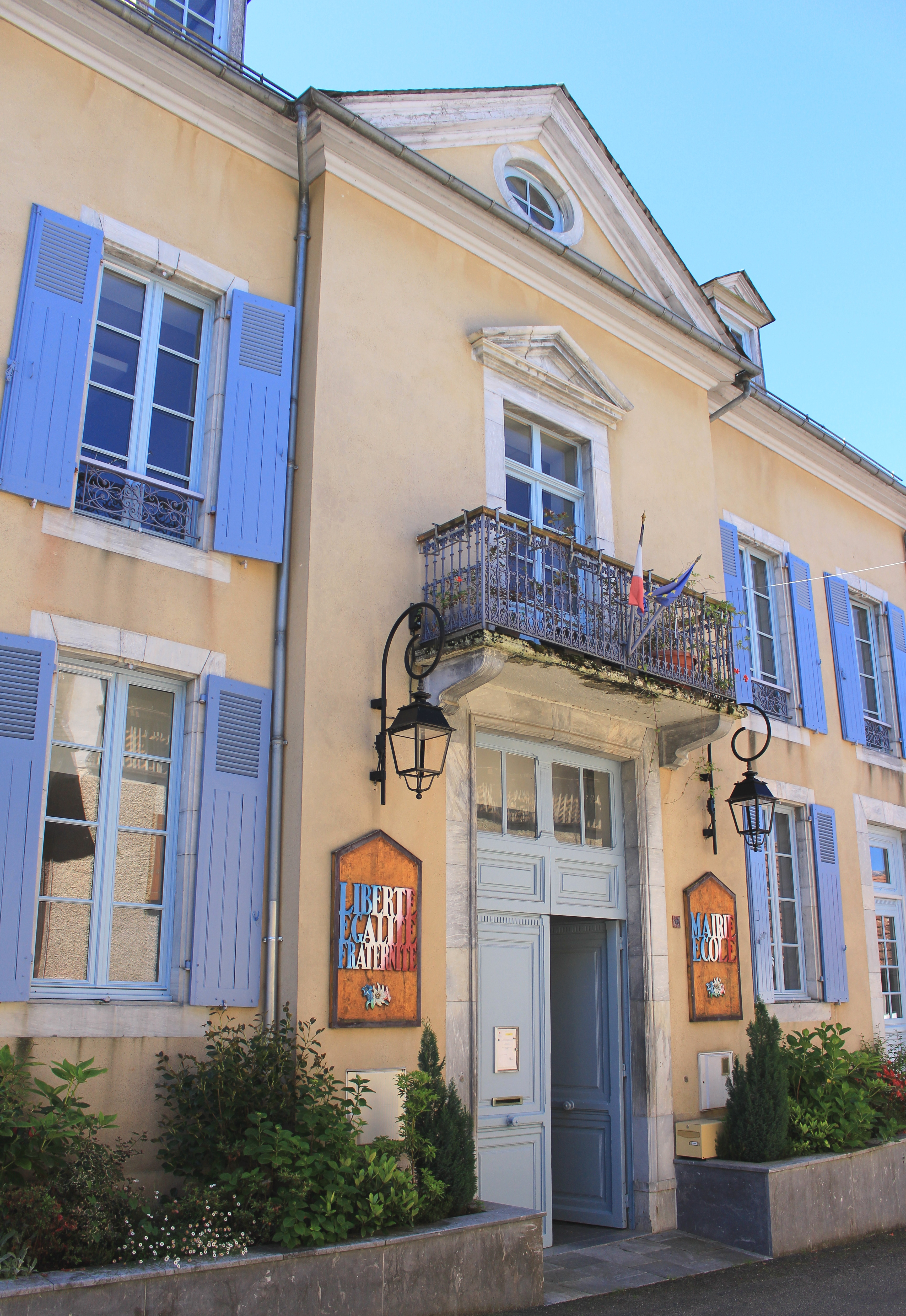
La mairie en 2020.

| Période                                  | Période      | Identité            | Étiquette | Qualité            |
| ---------------------------------------- | ------------ | ------------------- | --------- | ------------------ |
| Les données manquantes sont à compléter. |              |                     |           |                    |
|                                          |              |                     |           |                    |
| avant 1988                               | ?            | Jean Espagnacq      |           |                    |
| mars 1995                                | mars 2001    | Pierre Plantat      |           |                    |
| mars 2001                                | mars 2014    | Monique Hournarette |           |                    |
| mars 2014                                | février 2018 | Marc Decker         |           |                    |
| février 2018                             | En cours     | Gisèle Dubarry      |           | Employée de banque |

### Rattachements administratifs et électoraux

#### Historique administratif
Pays et sénéchaussée de Bigorre, quarteron de Bagnères, vicomté d'Asté, canton de Campan (depuis 1790).

#### Intercommunalité
Gerde appartient à la communauté de communes Haute-Bigorre créée en décembre 1994 et qui réunit 24 communes.

## Population et société

### Démographie

#### Évolution démographique

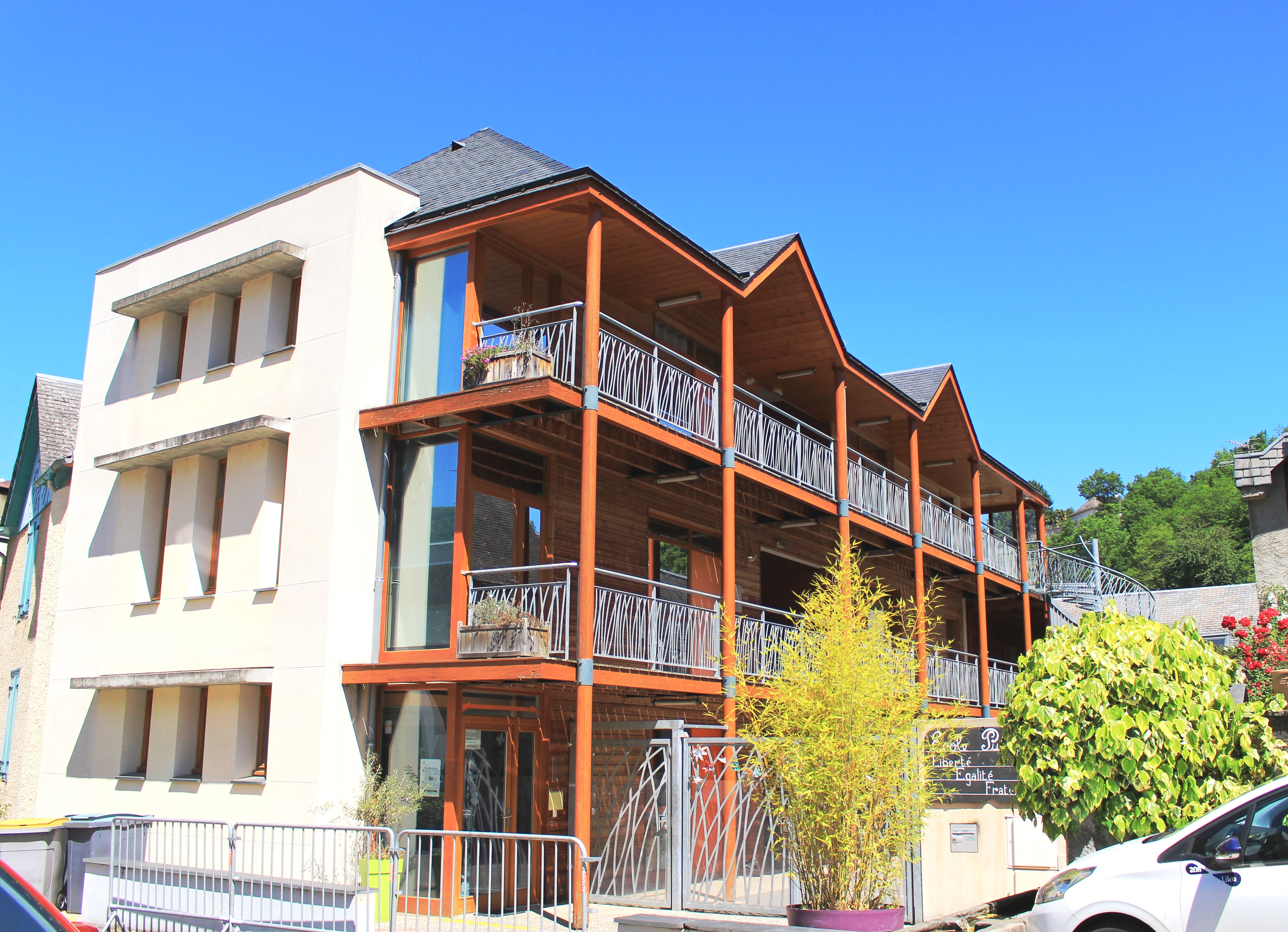
L’école primaire en 2020.

| 1793 | 1800 | 1806 | 1821 | 1831 | 1836 | 1841 | 1846 | 1851 |
| ---- | ---- | ---- | ---- | ---- | ---- | ---- | ---- | ---- |
| 495  | 691  | 642  | 649  | 842  | 837  | 845  | 801  | 832  |

| 1856 | 1861 | 1866 | 1872 | 1876 | 1881 | 1886 | 1891 | 1896 |
| ---- | ---- | ---- | ---- | ---- | ---- | ---- | ---- | ---- |
| 807  | 775  | 835  | 860  | 837  | 882  | 836  | 827  | 835  |

| 1901 | 1906 | 1911 | 1921 | 1926 | 1931 | 1936 | 1946 | 1954 |
| ---- | ---- | ---- | ---- | ---- | ---- | ---- | ---- | ---- |
| 815  | 794  | 809  | 736  | 715  | 739  | 731  | 695  | 691  |

| 1962 | 1968  | 1975  | 1982  | 1990  | 1999  | 2006  | 2011  | 2016  |
| ---- | ----- | ----- | ----- | ----- | ----- | ----- | ----- | ----- |
| 881  | 1 001 | 1 040 | 1 145 | 1 191 | 1 116 | 1 140 | 1 185 | 1 150 |

| 2021  | 2022  | - | - | - | - | - | - | - |
| ----- | ----- | - | - | - | - | - | - | - |
| 1 168 | 1 194 | - | - | - | - | - | - | - |

### Enseignement
La commune dépend de l'académie de Toulouse. Elle dispose d’une école en 2017.
- École primaire.

## Économie

### Revenus
En 2018, la commune compte 531 ménages fiscaux, regroupant 1 108 personnes. La médiane du revenu disponible par unité de consommation est de 22 730 € (20 420 € dans le département).

### Emploi
|                | 2008  | 2013  | 2018  |
| -------------- | ----- | ----- | ----- |
| Commune        | 4,6 % | 7,7 % | 7,3 % |
| Département    | 7,7 % | 9,4 % | 9,8 % |
| France entière | 8,3 % | 10 %  | 10 %  |

En 2018, la population âgée de 15 à 64 ans s'élève à 576 personnes, parmi lesquelles on compte 71,9 % d'actifs (64,6 % ayant un emploi et 7,3 % de chômeurs) et 28,1 % d'inactifs,. Depuis 2008, le taux de chômage communal (au sens du recensement) des 15-64 ans est inférieur à celui de la France et du département.
La commune fait partie de la couronne de l'aire d'attraction de Bagnères-de-Bigorre, du fait qu'au moins 15 % des actifs travaillent dans le pôle,. Elle compte 84 emplois en 2018, contre 77 en 2013 et 77 en 2008. Le nombre d'actifs ayant un emploi résidant dans la commune est de 382, soit un indicateur de concentration d'emploi de 22,1 % et un taux d'activité parmi les 15 ans ou plus de 42,6 %.
Sur ces 382 actifs de 15 ans ou plus ayant un emploi, 58 travaillent dans la commune, soit 15 % des habitants. Pour se rendre au travail, 87,2 % des habitants utilisent un véhicule personnel ou de fonction à quatre roues, 2 % les transports en commun, 7 % s'y rendent en deux-roues, à vélo ou à pied et 3,8 % n'ont pas besoin de transport (travail au domicile).

## Culture locale et patrimoine

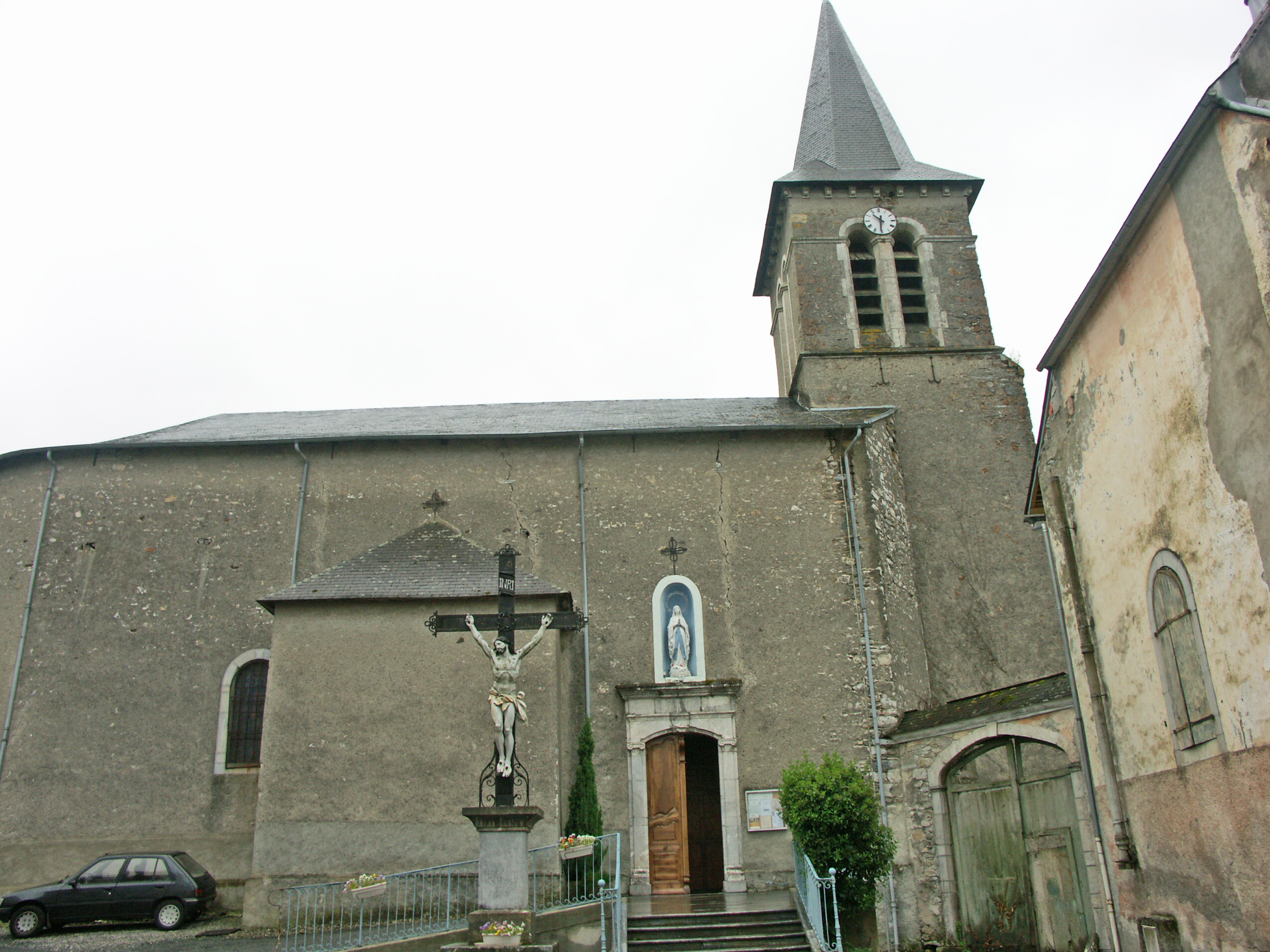
Église Saint-Julien de Gerde.

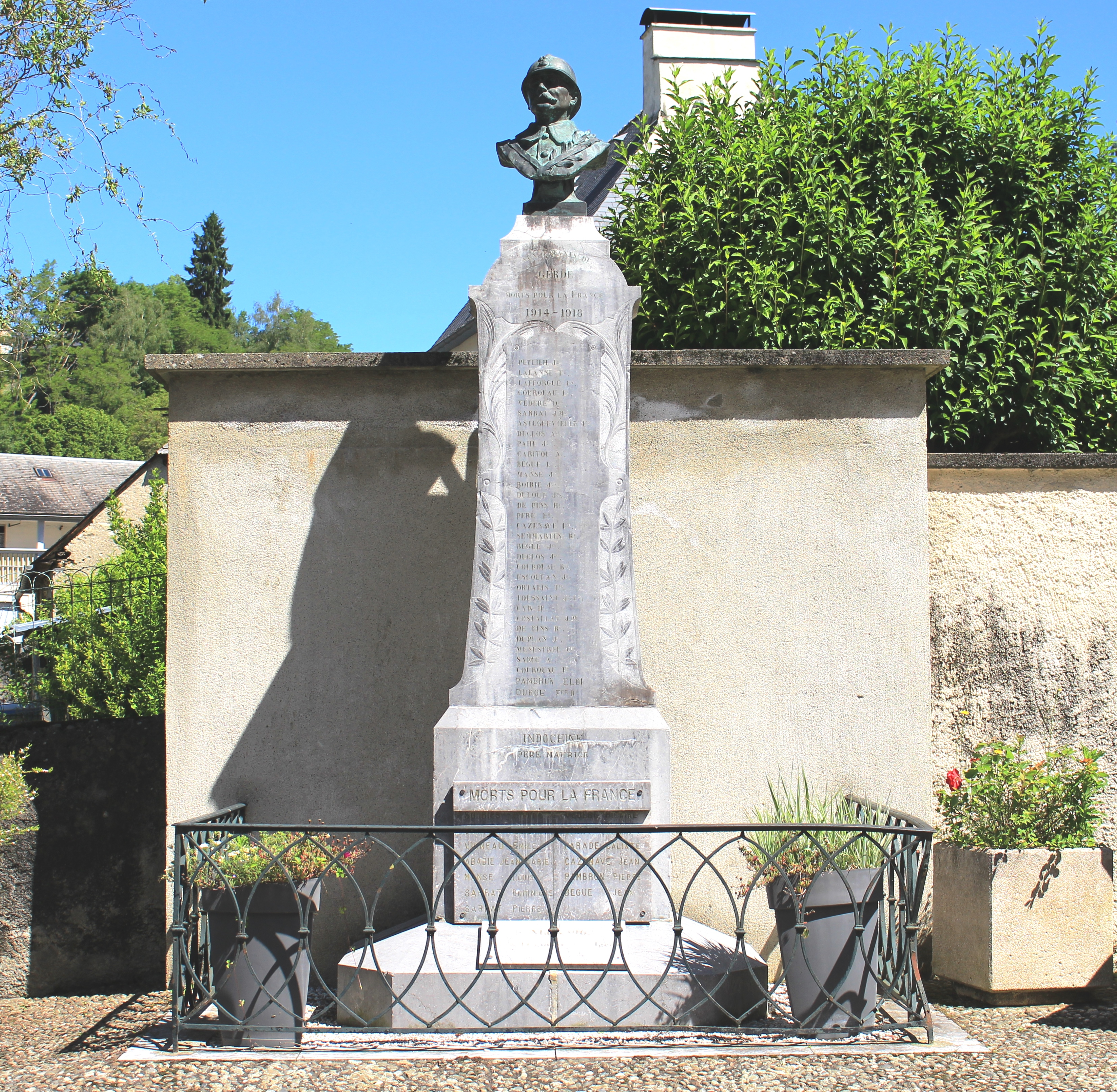
Le monument aux morts municipal.

### Lieux et monuments
- Église Saint-Julien de Gerde.
- Retable de Marc Ferrère.
- Lavoir.

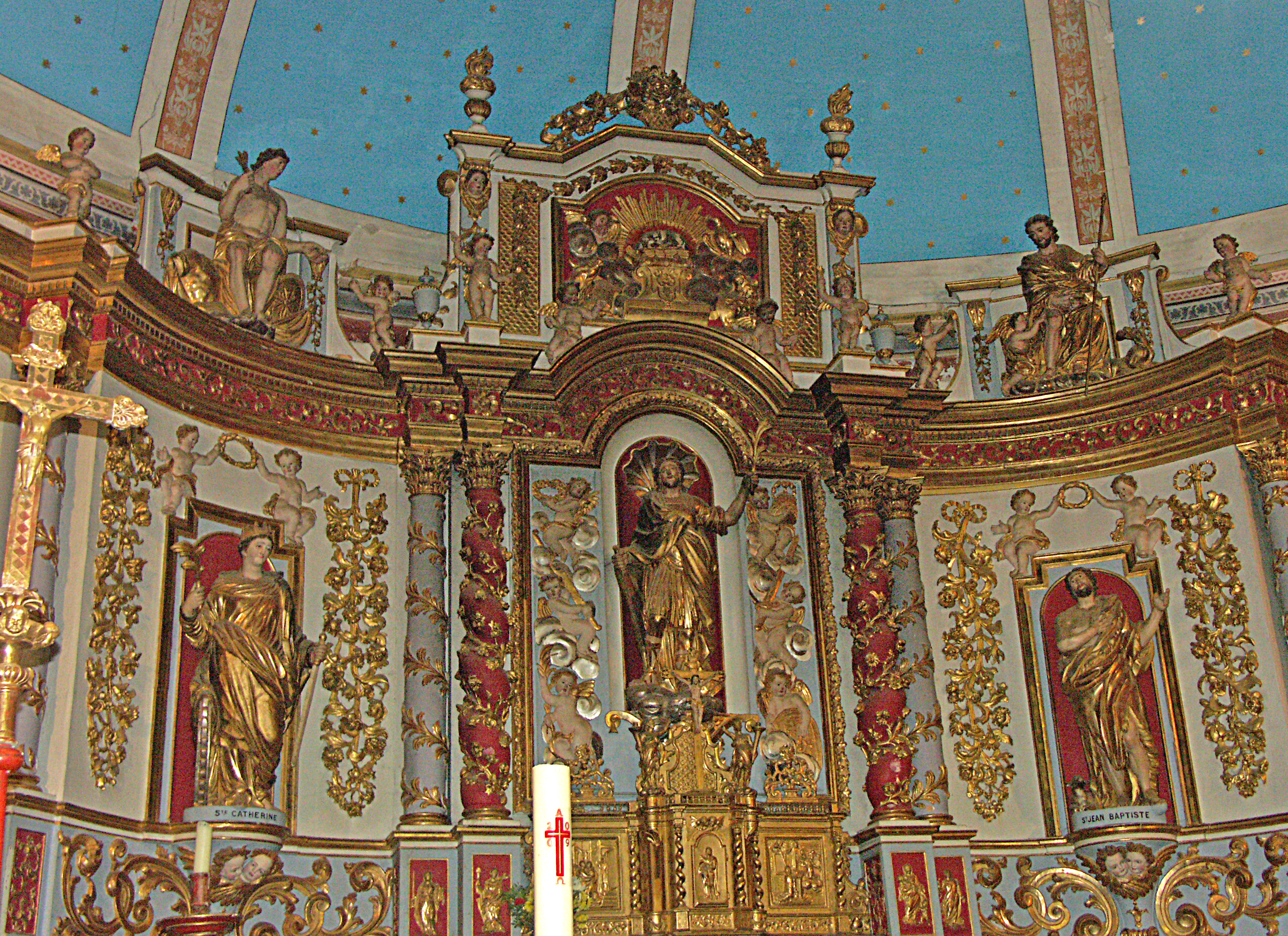
Retable de Marc Ferrère, église Saint-Julien-de-Brioude.
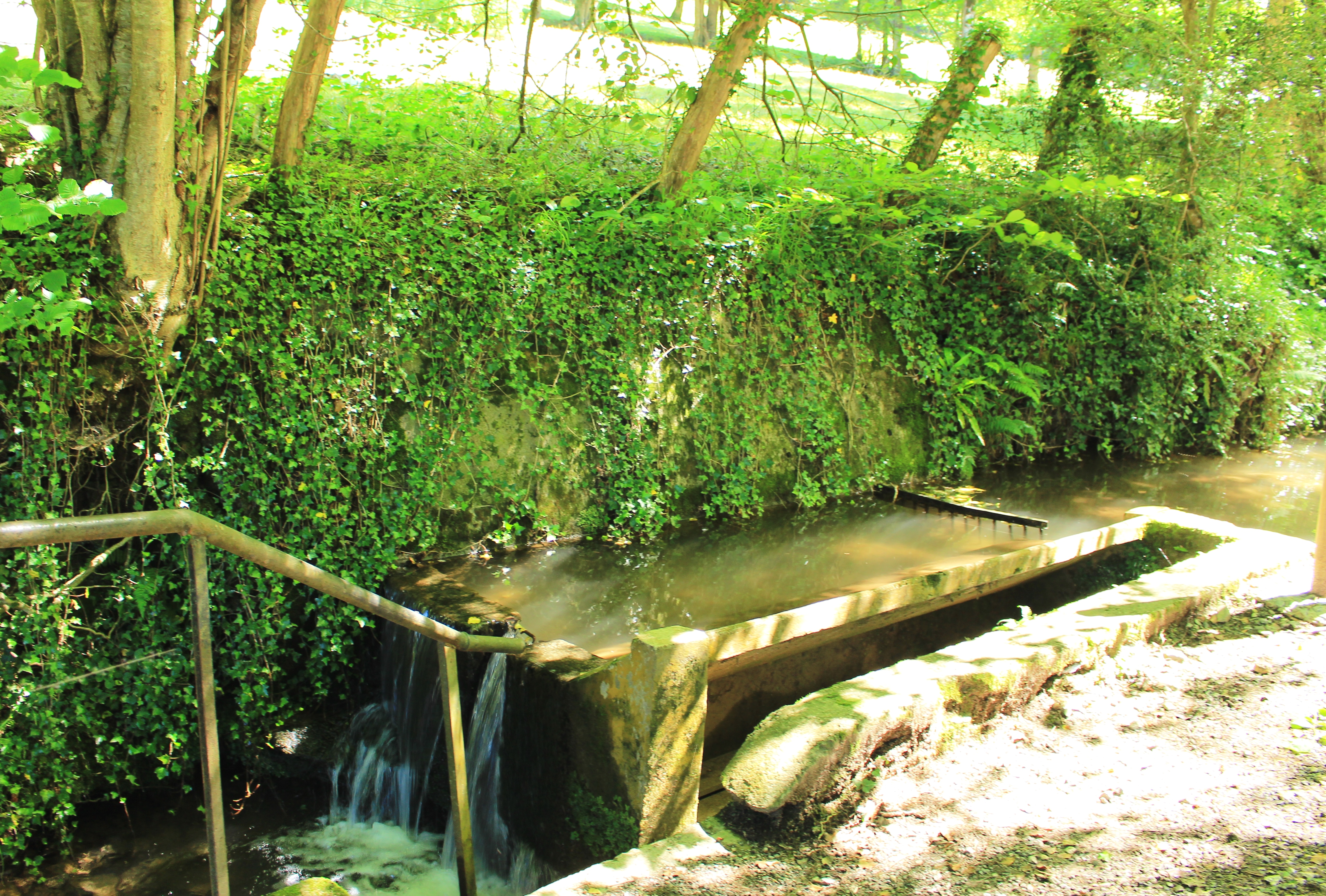
Le lavoir en 2020.

### Personnalités liées à la commune
- Pierre Adam, champion olympique de poursuite en 1948, y est mort.
- Laurent Fignon, ancien champion et coureur cycliste, y a créé le Centre Laurent-Fignon qui propose des stages de vélo.
- Philadelphe de Gerde, pseudonyme littéraire de madame Claude Requier, née Duclos, poétesse occitane amie de Frédéric Mistral (1871-1952)[61].

### Héraldique
| Blason | Blasonnement : De gueules à trois pals d'or alésés, fléchés en pointe et rangés en fasce, au chef cousu d'azur chargé de trois palombes volantes d'argent. |